# Lepidopilidium furcatum
Lepidopilidium furcatum är en bladmossart som beskrevs av Brotherus 1907. Lepidopilidium furcatum ingår i släktet Lepidopilidium och familjen Hookeriaceae. Inga underarter finns listade i Catalogue of Life.